# Bubàrides
Els bubàrides (Bubarida) són un ordre de demosponges de la subclasse Heteroscleromorpha.

## Taxonomia
L'ordre Bubarida inclou 102 espècies repartides en tres famílies:
- Família Bubaridae Topsent, 1894
- Família Desmanthidae Topsent, 1893
- Família Dictyonellidae van Soest, Diaz & Pomponi, 1990